# Chobot (Rašovy)
Rybník Chobot o rozloze vodní plochy 1,23 ha se nalézá v chatové osadě Rašovy v okrese Pardubice. Rybník je využíván pro chov ryb a zároveň představuje lokální biocentrum pro rozmnožování obojživelníků. Rybník je součástí rybniční soustavy skládající se dále z rybníků Černovka, Moře a Strach. Pod hrází rybníka býval do padesátých let 20. století mlýn, z kterého se do současnosti dochovaly pouze trosky mlýnice.

## Galerie

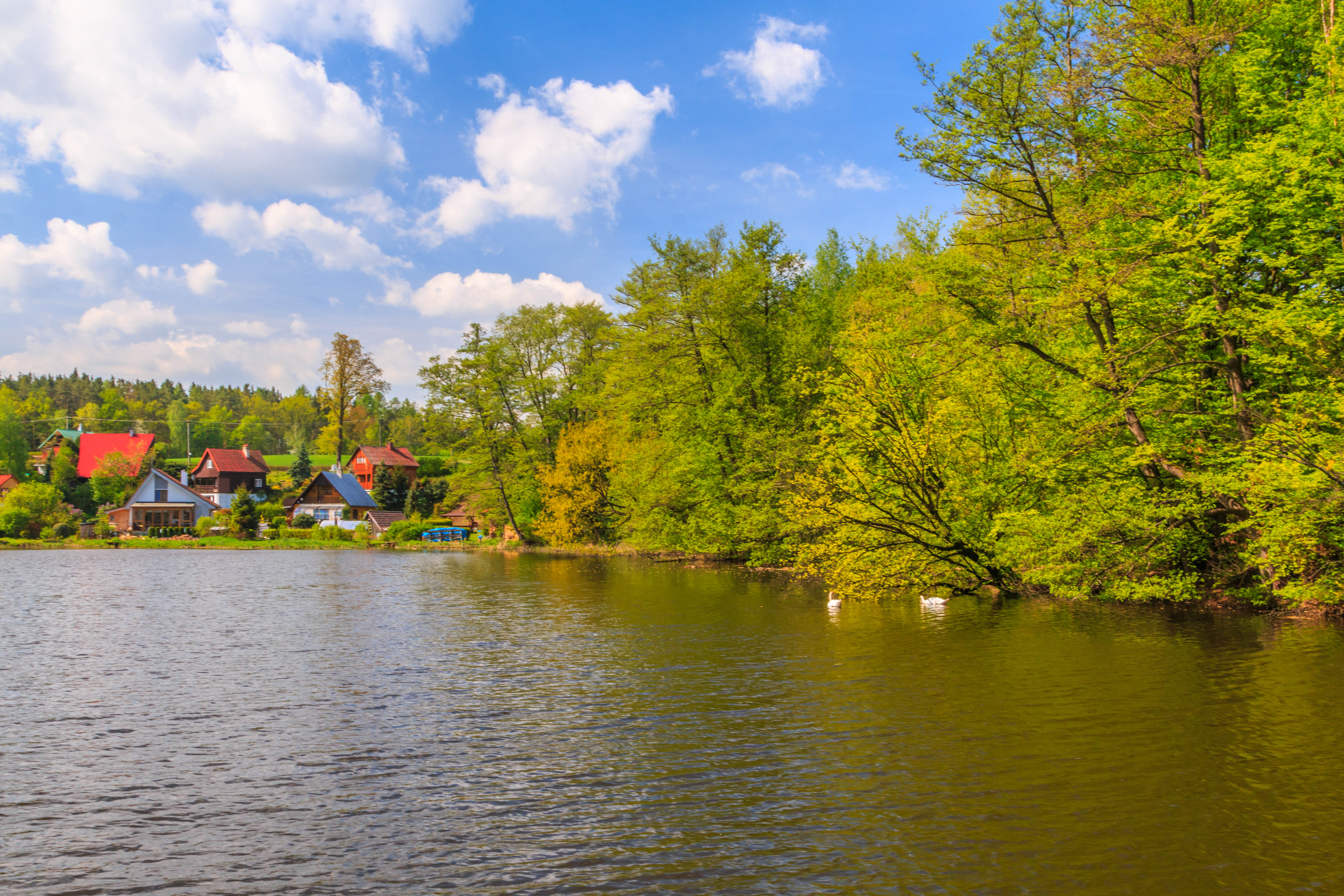
pohled na rybník Chobot u Rašov
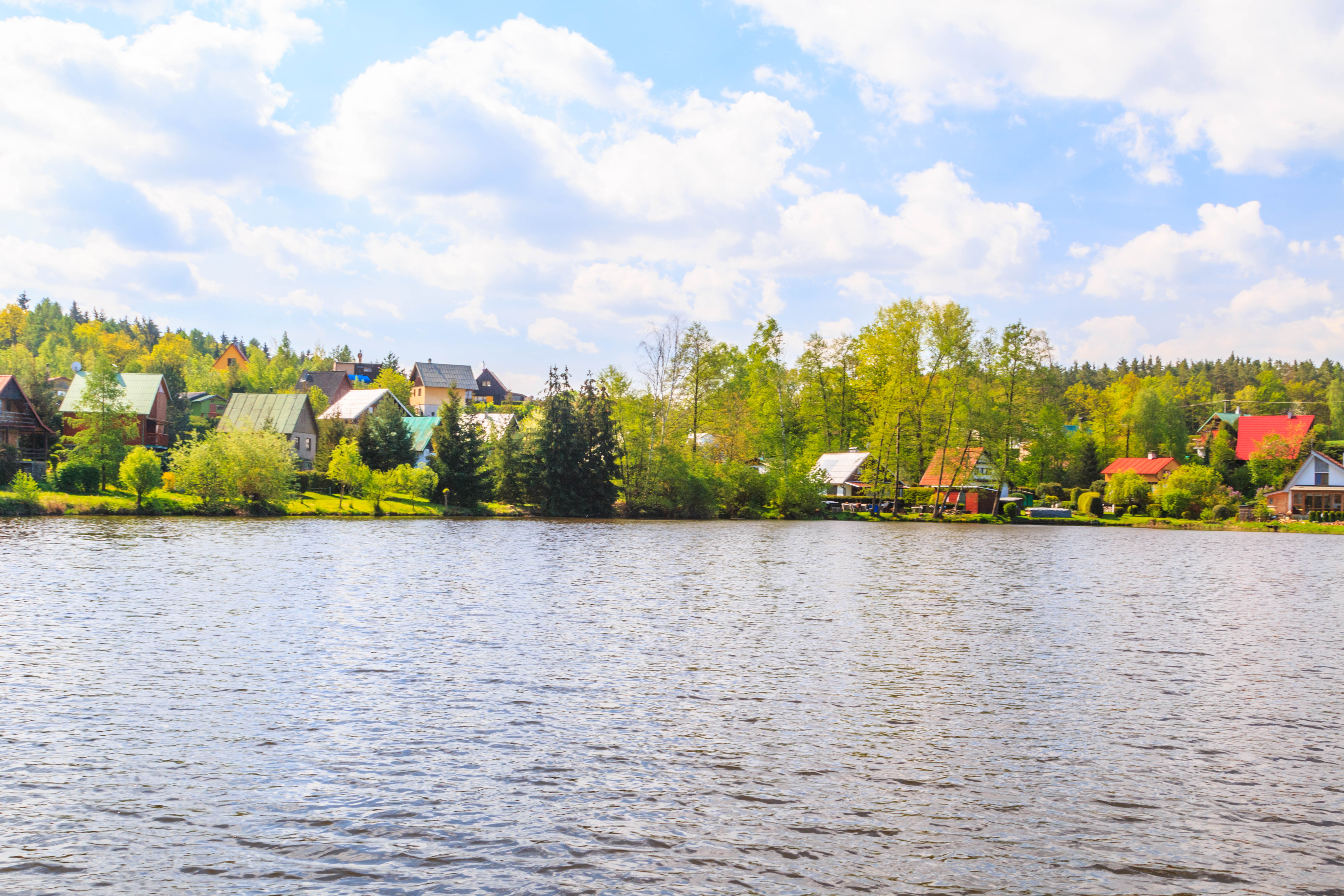
pohled na rybník Chobot u Rašov
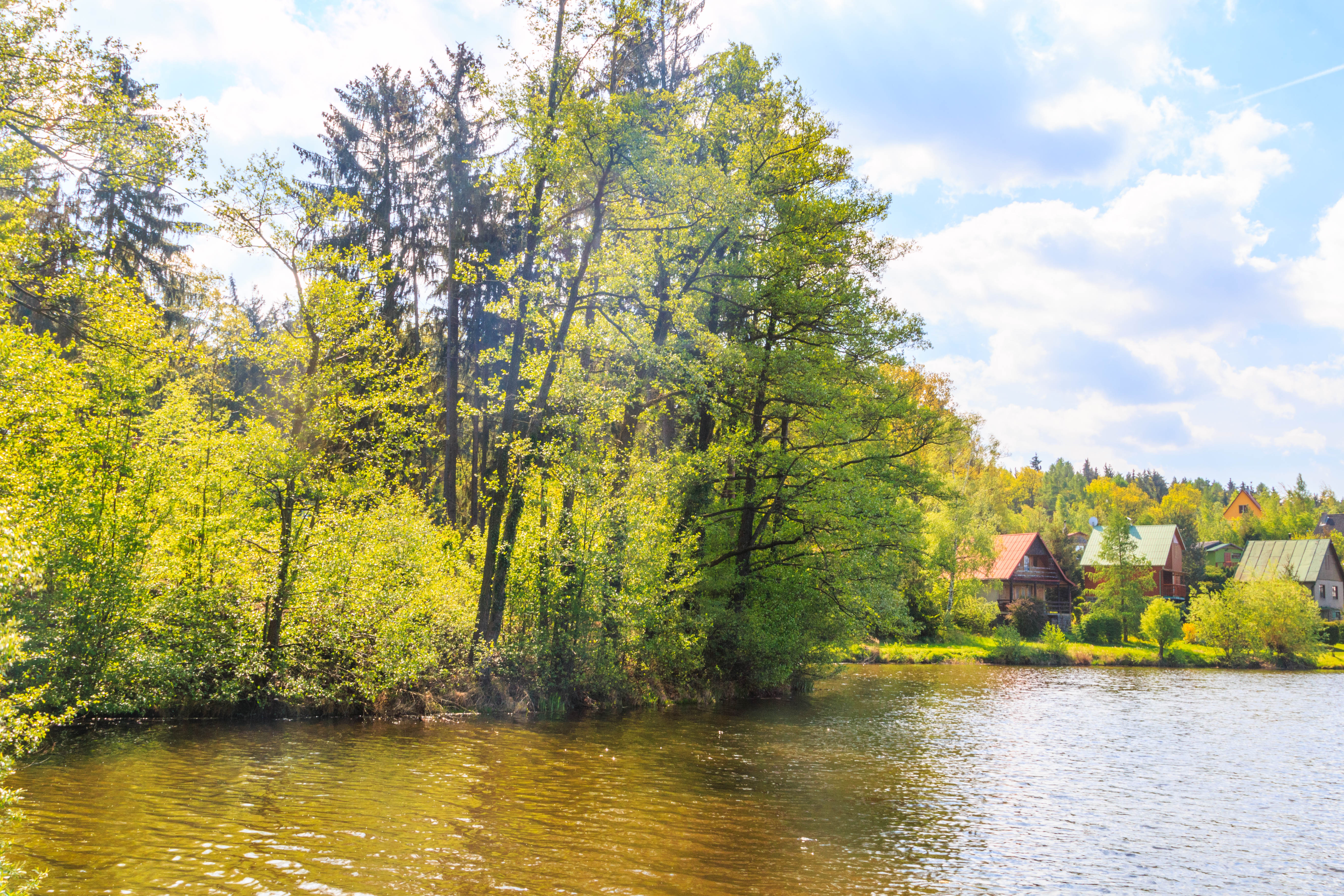
pohled na rybník Chobot u Rašov
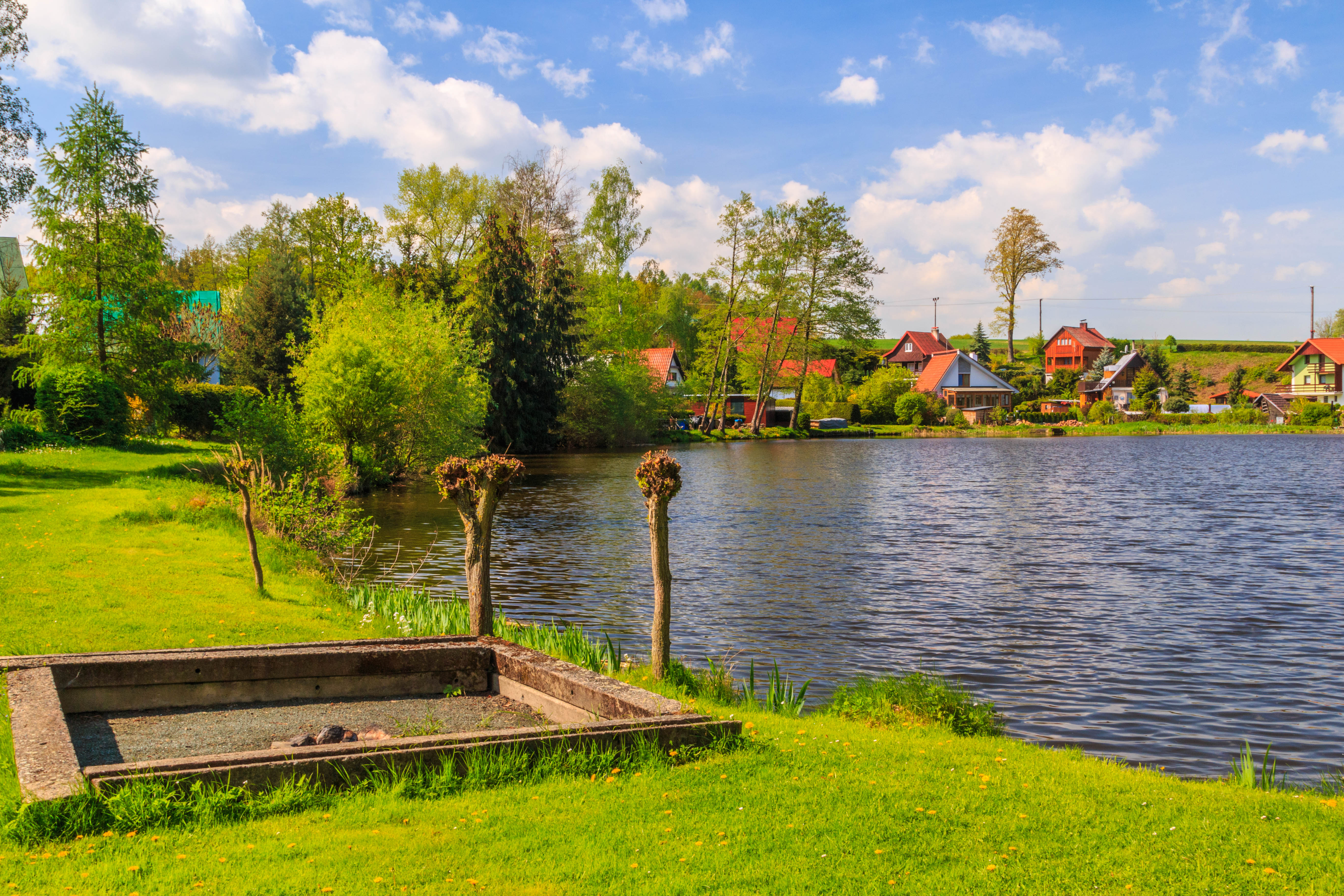
pohled na rybník Chobot u Rašov